# Rittner-Horn-Haus
Das Rittner-Horn-Haus (italienisch Rifugio Corno del Renon) ist eine Schutzhütte in den Sarntaler Alpen in Südtirol, Italien.

## Lage und Umgebung
Die Hütte befindet sich auf dem Gipfel des Rittner Horns auf 2259 m s.l.m. Höhe und damit auf dem Gebiet der Gemeinde Barbian.
Südlich des Rittner Horns erstreckt sich mit dem Ritten ein weitläufiges Hochplateau. Richtung Westen steigt man in das Sarntal, Richtung Osten in das Eisacktal hinab. Gegen Nordwesten erreicht man die Sarner Scharte und den Villanderer Berg.

## Geschichte
Erbaut wurde das Rittner-Horn-Haus von der Sektion Bozen des Österreichischen Touristenklubs. 1894 erfolgte die Eröffnung. Nach dem Ersten Weltkrieg wurde die Hütte 1923 mittels eines Dekretes des faschistischen Präfekten der Region Venezia Tridentina, Giuseppe Guadagnini, enteignet und 1924 der Sektion Bozen des Club Alpino Italiano übertragen. Das Haus liegt heute in einem Wintersportgebiet.

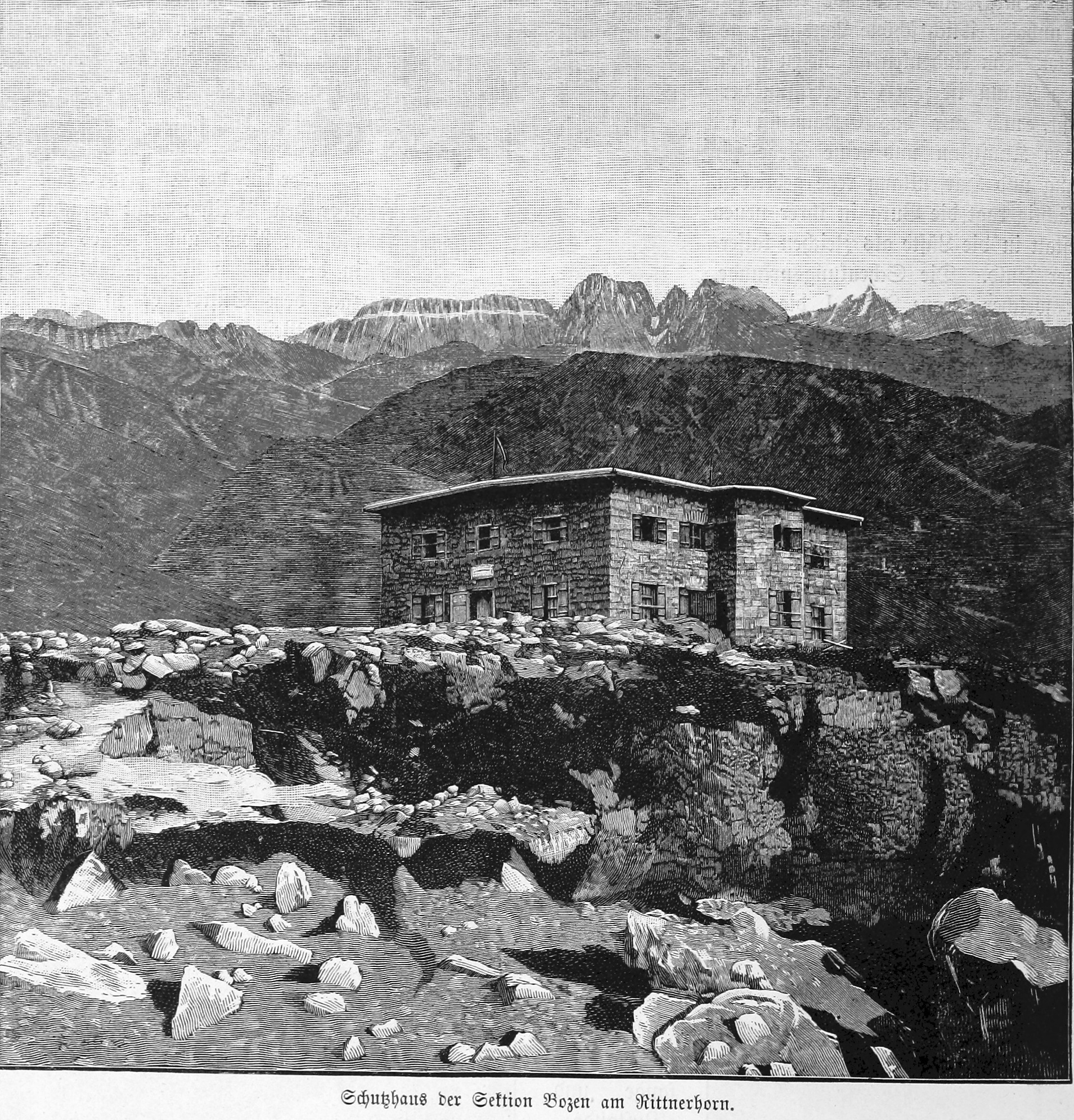
Das Rittner-Horn-Haus um 1894

## Karten
- Tabacco-Karte Blatt 40: Sarntaler Alpen, ISBN 978-88-83150548